# Eurysternus obliteratus
Eurysternus obliteratus là một loài bọ cánh cứng trong họ Bọ hung (Scarabaeidae).